# Grandmasters
Grandmasters – kolaboracyjny album amerykańskiego producenta DJ Muggsa członka Cypress Hill oraz GZA członka Wu-Tang Clan wydany 25 października 2005 roku nakładem wytwórni Angeles Records. Płyta jest uznawana jak piąty album GZA.
Wydawnictwo zadebiutowało na 180. miejscu notowania Billboard 200 oraz 69. miejscu listy Top R&B/Hip-Hop Albums. Album został w całości wyprodukowany przez DJ Muggsa, a gościnnie pojawili się RZA, Masta Killa, Raekwon oraz Sen Dog. Płyta została wydana w wersji instrumentalnej oraz zremiksowanej. Do płyty dołączona została płyta DVD z trasy koncertowej obu artystów.
Główną tematyką utworów jest gra w szachy. Niektóre wprowadzenia do utworów zawierają informacje na temat strategii w szachach, jak również otwarć szachowych oraz notacji algebraicznej.

## Lista utworów
| #  | Tytuł                                                    | Sample / Uwagi                                                                                                   | Czas |
| -- | -------------------------------------------------------- | --- | ---- |
| 1  | "Opening"                                                | - Wu-Tang Clan – "Can It Be All So Simple"                                                                       | 1:34 |
| 2  | "Those That’s Bout It"                                   | - Gitara basowa: Daniel Seeff - Gitara: Michael Sims                                                             | 3:24 |
| 3  | "Destruction Of A Guard" (gośc. Raekwon)                 | - The Dramatics – "Say the Word" - Gitara / skrzypce: Rob Hill - Keyboard: DJ Muggs                              | 3:59 |
| 4  | "Exploitation Of Mistakes"                               | - Pianino: Michael Sims                                                                                          | 3:21 |
| 5  | "General Principles"                                     | - Jerome Richardson – "Girl, You'll Be A Woman Soon"                                                             | 3:39 |
| 6  | "Advance Pawns" (gośc. RZA, Raekwon, Sen Dog)            | - Gitara basowa: Daniel Seeff                                                                                    | 4:01 |
| 7  | "Queen’s Gambit"                                         | - Wokal wspierający: Ina Williams - Gitara basowa: Daniel Seeff - Pianino: Michael Sims - Trąbka: Dontae Winslow | 4:35 |
| 8  | "All In Together Now" (gośc. RZA)                        | - Melvin Bliss – "Synthetic Substitution" - Ol’ Dirty Bastard – "Hippa To Da Hoppa"                              | 4:24 |
| 9  | "Unstoppable Threats" (gośc. Masta Killa, Prodigal Sunn) | - Soft Touch – "Look Up, Look Down" - Wu-Tang Clan – "Clan In Da Front" - Gitara basowa: Daniel Seeff            | 3:43 |
| 10 | "Unprotected Pieces"                                     | - Gitara basowa / keyboard: Michael Sims                                                                         | 3:28 |
| 11 | "Illusory Protection"                                    | - Mantronix – "Fresh Is the Word" - Gitara basowa: Michael Sims - Gitara: Ern Dog                                | 4:27 |
| 12 | "Smothered Mate"                                         | - Gitara / organy: Ern Dog - Gitara basowa / keyboard: Michael Sims                                              | 3:11 |

## Notowania
| Rok  | Album        | Notowania | Notowania | Notowania |
| Rok  | Album        | USA 200   | USA R&B   | USA Ind.  |
| ---- | ------------ | --------- | --------- | --------- |
| 2005 | Grandmasters | 180       | 69        | 12        |